# João Rehder Neto
João Rehder Neto (Rio Claro, 19 de outubro de 1905 – Rio Claro, 8 de julho de 1979) foi um atleta brasileiro, dedicado ao decatlo ao longo de sua carreira.
Filho de imigrantes alemães, bateu, durante a década de 1930, vários recordes brasileiros em diversas provas do atletismo. Durante as eliminatórias para os Jogos Olímpicos de Berlim, em 1936, sofreu um acidente que machucou seriamente seu pé esquerdo, tendo sido condenado para o atletismo pelo seu médico. Entretanto, conseguiu retornar gradativamente ao esporte, alcançando o auge do reconhecimento na carreira de atleta durante os X Jogos Sul Americanos de Atletismo, em 1937, onde recebeu o apelido de "El Tigre Brasileño" ("O Tigre Brasileiro") pela imprensa sul-americana, conquistando o título no decatlo. Ainda conseguiu o segundo lugar na edição seguinte dos mesmos Jogos, em 1940. Também é reconhecido como o maior decatleta do Brasil.